# Helicobacter pylori
A Helicobacter pylori a gyomorkapu (pylorus) szélsőségesen savas kémhatású (pH=1,5) közegében is életképes Gram-negatív baktérium. Elősegíti a gyomorfekély és a gyomorrák kialakulását. A reflux gyakori okozója.
Robin Warren ausztrál patológus figyelt fel arra, hogy a fekélyes betegekből vett szövetmintákban az antrumcsatorna táján, a fekélyek közelében megfigyelhetőek eleddig ismeretlen, csavart alakú baktériumok. A fekélyes betegek 50%-ánál megtalálta ezt az élőlényt. Fiatal kollégája, Barry Marshall érdekesnek találta ezt az eredményt és megpróbálkozott (sikerrel) a baktérium kitenyésztésével. Az általuk felfedezett lényt Campylobacter pylorinak nevezték el. Későbbi kutatások azonban megállapították, hogy a baktérium teljesen különálló csoportba tartozik, így új nevet kapott: Helicobacter pylori.
A Helicobacter pylori különleges enzimjének, az ureáznak köszönheti sikerességét. Ez a karbamidot hidrogén-karbonátra és ammóniára bontja. Ezek a termékek erősen lúgos kémhatásúak, így ellensúlyozzák a gyomor savas pH-ját.